# Michele Pazienza
Michele Pazienza  (* 5. August 1982 in San Severo) ist ein ehemaliger italienischer Fußballspieler und heutiger -trainer.pielt auf der Position eines Mittelfeldspielers.

## Karriere
Michele Pazienza startete seine Karriere bei der AS Melfi in der höchsten Amateurliga Italiens, der Serie D. Nach zwei Saisons wechselte er zum damaligen Serie-C2-Verein US Foggia, wo er sich in seiner zweiten Saison einen Stammplatz erspielen konnte. Insgesamt blieb Pazienza vier Saisons bei Foggia, ehe er zur Saison 2003/04 zum Serie-A-Verein Udinese Calcio wechselte. In Udine konnte er sich sofort durchsetzen und spielte zwei Spielzeiten lang in der Stammelf, ehe er zur Saison 2005/06 zur AC Florenz wechselte, wo er ebenfalls regelmäßig spielte. Im Januar 2008 sicherte sich die SSC Neapel für 4,8 Mio. Euro seine Dienste und er kam gleich im ersten Rückrundenspiel seiner neuen Mannschaft gegen Udinese zum Einsatz.
Im Sommer 2011 wechselte Pazienza ablösefrei zum Rekordmeister Juventus Turin, wo er sich allerdings keinen Stammplatz erkämpfen konnte. Er absolvierte die Rückrunde der Saison 2011/12 leihweise bei Udinese Calcio und wechselte zur neuen Saison zum Ligakonkurrenten FC Bologna. Ab 2015 folgten Stationen bei Vicenza Calcio und der AC Reggiana, bevor er am Ende der Saison 2016/17 seine aktive Laufbahn bei Manfredonia Calcio in der Serie D beendete.
Seit Ende seiner aktiven Laufbahn ist Pazienza als Trainer aktiv und betreute bisher die unterklassigen Vereine AC Pisa, Siracusa Calcio und Audace Cerignola.

## Erfolge
- Italienischer Meister: 2011/12